# 新海咲
新海 咲（しんかい さき、2000年5月13日 - ）は、日本の元AV女優、ヌードモデル。NAXプロモーション所属。元競泳日本代表選手。選手時代の専門は個人メドレー。

## 経歴

### 競泳時代
3歳から水泳を始め、小学校5年でジュニアオリンピックに初出場。同大会で200メートル自由形で銀メダルを獲得し、初めてのメダルとなる。このことでこの年より研修合宿に参加。スポーツのトップ選手が様々な裏方の力によって支えられていることを知る。

#### 近畿大学附属高等学校進学
ジュニアパンパシフィック大会で初の海外遠征を経験。2017年競泳ジュニア世界大会の200mと400m個人メドレーで2冠を達成するなど輝かしい経歴を持ち、2018年のユースオリンピックにも日本代表として出場。また池江璃花子、酒井夏海らと共に400mメドレーリレー高校記録保持者（2022年1月時点）ともなった。2019年のコナミオープンでの400m個人メドレー決勝では後年東京五輪で金メダルを獲得する大橋悠依に次ぎ2位だった。メドレーの中ではバタフライを苦手にしており、これは後述の肩が弱いことに起因する。

#### 東洋大学進学
五輪を見据え東洋大学に進学するも、もともと壊しやすかった肩のことや筋肉がつきにくい体質であることがコーチ陣に理解されず、練習不足と解釈され、加えて無理がたまって肩を痛め人生で初めて挫折する。
このことについて新海は「納得がいかないこともあったが、コーチとの相性が悪かったことが原因であり、誰かを悪者にしたいわけでも自分を正当化したいわけでもない」と自著の中で述べている。
ストレスで心身のバランスが崩れ、手足にしびれが起きたことで、水泳との向き合い方がわからなくなり、2019年にいったん大阪に戻り、祖母のいる宮崎に一時的に居住。のちに大学を中退し、水泳をやめ競技生活から引退。

#### 就職
ウェディングプランナーの資格取得を経て就職するも、多嚢胞性卵巣症候群と診断され、女性としての自分と向き合ってこなかったことを痛感する。コロナ禍となりブライダル業界も落ち込み将来を考えたこと、裏方を経験して改めて華やかな場所に立ちたくなったこと、挫折を経験した時の次を伝えられるのは何だろうかを考え、YouTuberなどとともにAV女優という選択肢を思いつく。在阪支社のあったNAXを自ら訪ね相談した。
小学館『週刊ポスト』2021年8月20日号にて「競泳元日本代表が全裸バタフライ」のタイトルでヌードグラビアのモデルとなった（この時点での名義は本名に由来する「M」）。同誌面では競泳の挫折とそこからの苦悩も語り、次なるステージとしてヌードの表現に挑んだことも語っている。
同11月12日号で新海咲への名義変更を発表。また、同誌ではヘアヌードを披露。同号発売日に先立つ10月25日にデジタル写真集『新海咲　全裸バタフライ』を発表。

### AV女優転身
2022年1月17日、『週刊ポスト』2022年1月28日号で「全裸バタフライSEX」のタイトルでAV女優デビューを発表。また同日午後にはSOD本社にて、女優デビュー兼自伝出版の記者会見を行なった。SODを選んだ理由としてヘンテコな企画やバーや居酒屋を作ってしまうチャレンジ精神を挙げている。自伝は発売は憶測で語られることが嫌だったため。また明かしている高校記録などの経歴から事実上、身バレ状態でのデビューとなるが、その点や五輪代表入り目前に突如水泳を辞めた経緯についても自伝で触れた。自伝では高校時代の写真、戦績にも触れている。会見では水泳を辞めた後ブライダルの仕事についていたこと、AV女優転身は「正直、人生の賭けだと思っている。恐れて挑戦もしないような人間にはなりたくないと思った」とも語った。
デビュー作での長身を生かしたプレイを観た俳優・渋江譲二は「摩天楼ファック」と名付けている。

### デビューの反響
デビュー会見はタイのオンラインメディア・MATICHON ONLINEや台湾・中時新聞網でも報道された。これら海外では本名が付記された形で報道されている。
週刊実話は「女性アスリートの性的画像問題」が取り沙汰されている中、第一線で活動した元アスリートが性的活動をするのはいかがなものかと疑問を呈する記事を挙げた。「水泳が汚される」との声に新海は「水泳出身者だからプールで撮影がしたいことをわかった上でやっている。その上で監督を信頼し、過去の頑張りを否定していないかという問いかけは自分でもしている」という。またAV堕ちと言われることに対しては「こっちの理想としていることと、あなた達が理想として規定していることは違う」、「（自分なりのプランがあるのだから」）そんなこと言わんでいいやん」と文春オンラインでのインタビューで述べている。
自著では母に反対され、認めることはできないとも念を押されたが、決めたのなら人を見返すくらい立派になれと最後には背中を押されたこと、父からは「娘は娘やで」とLINEをもらったことも記述されている。
2022年12月26日週FANZA通販フロアランキングにて、デビュー作収録の『SODstar15周年記念！厳選した人気スター女優18名 デビューSEX集めました!』が1位を記録。

### AV女優期
競泳、アスリート推しの作品が続いたことから「このままでは飽きられる」と思い、AV第7作『脱アスリート!? 女の色気を纏った咲ちゃんが～』から自分の意見を作品に反映させている。髪型を変えることからプロデューサーに案を出し、結果的に同作品は初めて競泳水着を着用しない作品となった。1周年記念のインタビューでは目標に「（AV女優の）新海咲って元競泳選手だったんや」と後付けでバックボーンを知ってもらえる女優になることを掲げている。
2023年8月22日、AV引退作の情報が解禁され（同時に各販売サイトで予約開始）、同年9月21日発売作品をもって引退することが明かされた。

## 人物
幼稚園卒業までに水泳4種目が泳げるようになっていた。イトマン所属時代は遊ぶ時間皆無の水泳中心の生活を送っており、家族とも主要な連絡手段はLINEだった。このため送り迎えで父に会えると車でぬくぬくできることも含め嬉しかったという。一方でこの当時はストレスで円形脱毛症になり始め、無意識で髪の毛を抜いてしまう自覚のない抜け毛癖に悩まされた。この手癖は小さいころから通う小児科医の「あんまり心配せんと、休めるときは休んでね」という一言で安心感が生まれ、自然と収まった。
心のテーマソングはRaKe『素晴らしき世界』。大会で心を落ち着かせるために聴いた曲であり、前向きな歌詞であることから自分でも口ずさんでいた。また落ち込んだときに聴く曲に金城しおり『smile』を挙げている。
アニメ好きのインドア派を自称する。月刊SOD編集部は「さっぱりした性格ではっきりとした言動で気持ちを語れる」人物と表現している。芸名は新しい海で泳ぐという抱負を込めて命名された。
幼稚園時は18時に寝て朝7時に起きる生活をしており、よく寝る生活が175センチの体格の元になったのではと考えている。家族は両親と妹。
目指していた東京オリンピック2020の1年延期は2020年時点では気持ちの整理がついていなかったこともあり、「正直ほっとした」と綴っている。翌年の大会自体はニュース映像やダイジェスト番組で水泳以外は観たと回答。将来はスポーツという大きな枠のどこかで働きたいと考えており、挫折した後の逆転で来る生き方の一つの道を示したいと考えている。
AVライターの末吉みちおはAV女優としての魅力を「ギリシャ彫刻のような引き締まったボディ」、「身長175センチながら体が柔らかいので、180度開脚正常位や足を高く上げた立位もお手のもの」と評論している。

## 作品

### アダルトビデオ
2022年
- 競泳日本代表得選手 新海咲 AV DEBUT（2月23日、SODクリエイト）[27]
- もしも世界的アスリートが青春時代性に奔放な女の子だったら… 新海咲（3月24日、SODクリエイト）[28]
- 競泳日本代表選手の1日に密着!’有り余る性欲‘に任せていつでもどこでも激ピスSEX 新海咲（4月21日、SODクリエイト）
- 競泳日本代表選手の引き締まったカラダを固定してイカセまくったらイキ潮が止まらなくなっちゃいました 新海咲（5月26日、SODクリエイト）
- 男性経験は少ないけど頑張って男の子を気持ち良くさせちゃう初めてのご奉仕SEX 新海咲（6月23日、SODクリエイト）
- 軟体アスリートのすんげえ恥ずかしい開脚・潮吹きセックス！ 新海咲（7月21日、SODクリエイト）
- 脱アスリート!? 女の色気を纏った咲ちゃんがちょいMな貴方を絶対抜かせる極上オナニーサポート5変化 新海咲（8月25日、SODクリエイト）
- 目が合うたびに毎回ベロキス 合宿帰りの運動部の彼女と理性を奪われるイチャイチャ同棲生活 新海咲（9月22日、SODクリエイト）
- 首絞め・イラマ・拘束… ノーマルな上司をみるみる変態ドS化させてしまうほど中毒性がヤバいドM部下 新海咲（10月20日、SODクリエイト）
- 田舎の夏は暑すぎて無防備な隣家の年上お姉さんにムラムラ…汗だくで貪り合った二泊三日の里帰り 新海咲（12月22日、SODクリエイト）

2023年
- お尻の穴に触れそうな際どいマッサージに全身が疼いて婚約者がいるのに快感に耐え切れず寝取られてしまいました 新海咲（1月26日、SODクリエイト）
- あの衝撃デビューから1年― 競泳日本代表選手が初めて味わう生チ〇ポの快感 人生初のナマ中出し 新海咲（2月23日、SODクリエイト）
- 性欲強めのアスリートが水泳で鍛えたキツキツマ〇コで童貞くん達を筆おろし!「私が初めての 感覚をあたえて、あ・げ・る」 “新海咲”（3月23日、SODクリエイト）[29]
- 媚薬キメられ、おじさん上司達のねっとりセクハラに身体がおかしくなるほどイキまくる! 残業中のオフィスに響き渡るピストン音、オヤジチ〇ポに膣堕ちする生意気 OL “新海咲”（4月20日、SODクリエイト）
- ピストン回数驚異の5446回！射精不可避の高速騎乗位！長い美脚がカラダに絡みつき、抜かずの止まらない杭打ちピストンで勃起チ○ポを根元までガッツリくわえ込み刺激する ‘新海咲’（5月25日、SODクリエイト）
- 「明日、俺らの担任の授業でバイブぶっこんでやるから見にこいよwww！」 授業中も男子生徒に輪●レ×プされる、体育会系新任教師 新海咲（6月22日、SODクリエイト）
- 絶対連射！～ COSPLAY 回春メンズエステ～ 発射後もプレイ続行！絶対 3 発以上発射させるテクニックで全てのお客様を昇天させる極上メンエス嬢 新海咲（7月20日、SODクリエイト）[26]
- 【夏といえば水着！SODstar全員ビキニ祭】ドキドキの初露出！アスリート‘新海咲’ 南国イチャラブデートで露出SEX（8月24日、SODクリエイト）
- 新海咲 「引退」 ～すべてをさらけ出す LAST SEX 、最初で最後の ぶっかけ 12P 大乱交～（9月21日、SODクリエイト）[30]

#### 配信のみ
- Starみぃつけた!新海咲（2022年2月15日、Starみぃつけた!）
- 【VR】‘新海咲初VR’ 遠距離彼女と2ヶ月ぶりのデート！「久しぶりにずっと一緒におれるね♪」あま～い声が耳に心地よく響くイチャイチャ密着SEX（2023年4月17日、SODクリエイト）

### デジタル写真集
- 新海咲　全裸バタフライ（2021年10月25日、小学館、撮影：LUCKMAN）

### 書籍
- あたらしい海（2022年2月23日、ソフト・オン・デマンド、SODクリエイト共同発行）

## 出演

### ラジオ
- 紗倉まなとニューヨークのマジックミラーナイト（2022年2月27日、3月6日、文化放送）

## 外部サイト
- SOD特設サイト